# Polynôme trigonométrique
En mathématiques, un polynôme trigonométrique (ou polynôme trigonométrique complexe) P est une fonction, définie par une somme d'exponentielles :
{\displaystyle \forall t\in \mathbb {R} ,\ P(t)=\sum _{k=-n}^{k=+n}c_{k}{\rm {e}}^{{\rm {i}}kt}}
où les coefficients {\displaystyle \left(c_{k}\right)_{k\in \mathbb {Z} }} de P sont complexes ou réels.

## Somme de fonctions trigonométriques
En particulier, on peut exprimer tout polynôme trigonométrique comme somme de sinus et de cosinus :
{\displaystyle \forall t\in \mathbb {R} ,P(t)=a_{0}+\sum _{k=1}^{n}\left(a_{k}\cos(kt)+b_{k}\sin(kt)\right)}
Les deux familles de coefficients (ak) et (bk) peuvent être déduites de (ck), et vice versa :
{\displaystyle a_{0}=c_{0},b_{0}=0,\ \forall n\in \mathbb {N} ^{*},c_{n}={\frac {1}{2}}\left(a_{n}-{\rm {i}}b_{n}\right),c_{-n}={\frac {1}{2}}\left(a_{n}+{\rm {i}}b_{n}\right).}
P est une fonction réelle si et seulement si les (ak) et (bk) sont réels. Les coefficients (ak) sont tous nuls si et seulement si le polynôme est impair. De même, les coefficients (bk) sont tous nuls si et seulement si le polynôme est pair.
Une somme infinie de coefficients trigonométriques est appelée série trigonométrique.

## Anneau des polynômes trigonométriques
L'espace vectoriel des polynômes trigonométriques de degré inférieur ou égal à n admet pour base (par définition) :
{\displaystyle \{t\mapsto \cos(kt)\mid 0\leq k\leq n\}\cup \{t\mapsto \sin(kt)\mid 1\leq k\leq n\}}.
D'après les formules de Simpson, le produit de deux polynômes trigonométriques de degrés respectifs m et n est un polynôme trigonométrique de degré m + n.
Les polynômes trigonométriques à coefficients dans K = ℝ ou ℂ forment une K-algèbre de type fini (isomorphe au quotient de l'algèbre de polynômes K[X, Y] par l'idéal engendré par X2 + Y2 – 1) donc un anneau noethérien.
L'anneau ℝ[cos, sin] est même un anneau de Dedekind,, non factoriel puisque son groupe des classes est d'ordre 2. Il est cependant semi-factoriel,.
Le sur-anneau ℂ[cos, sin], lui, est euclidien car isomorphe à l'anneau ℂ[t , t−1] des polynômes de Laurent à coefficients complexes.

## Théorème de Stone-Weierstrass
D'après le théorème de Stone-Weierstrass, pour toute fonction f continue et T-périodique, il existe une suite de polynômes trigonométriques qui converge uniformément vers f.
Cette propriété essentielle est, au travers du théorème de Fejér, également une conséquence de la convergence uniforme des séries de Fourier pour de telles fonctions.